# Funki Porcini
Funki Porcini, pseudonimo di James Braddell (Londra, 15 aprile 1962), è un musicista e disc jockey britannico.
La sua musica combina elementi del downtempo, breakbeat, jazz e drum and bass.

## Discografia

### Album
- Hed Phone Sex (May 1995, Ninja Tune, Cat. no: ZEN17/ZENCD17, 2xLP/CD)
- Love, Pussycats and Carwrecks (June 1996, Ninja Tune, Cat. no: ZEN23/ZENCD23, 2xLP/CD)
- The Ultimately Empty Million Pounds (1999-03-29, Ninja Tune, Cat. no: ZEN40/ZENCD40, 2xLP/CD)
- Fast Asleep (29 July, 2002, Ninja Tune, Cat. no: ZEN57/ZENCD57, 2xLP/CD+DVD)
- Plod (01 Dec 2009, Ninja Tune, Cat. no: ZENCD140, CD)
- On (03 May 2010, Ninja Tune, Cat. no: ZENCD144, CD)

### Singoli
- It's A Long Road (Feb 1995, Ninja Tune, Cat. no: ZEN1224, 12")
- Dubble (1995, Ninja Tune, Cat. no: ZEN1231, 12")
- King Ashabanapal mixes / King Ashabanapal's Big Pink Inflatable (1995, Ninja Tune, Cat. no: ZEN1237/ZENCDS37/39, 12"/CDS)
- Hyde Park / Suck Acid, Perl & Dean (1995, Ninja Tune, Cat. no: ZEN1239, 12")
- Carwreck (1996, Ninja Tune, Cat. no: ZEN1247/ZENCDS47, 12"/CDS)
- Let's See What Carmen Can Do (1996-04-07, Ninja Tune, Cat. no: ZEN1250/ZENCDS50, 12"/CDS)
- Love, Pussycats & Carwrecks EP (1996-08-30, Shadow Records, Cat. no: SDW-12011-1, 12")
- Funki Porcini Vs Jerry Van Rooyen (1997, Sideburn Recordings, Cat. no: SB 001, 12")
- Rockit Soul (1999-02, Ninja Tune, Cat. no: ZEN1276/ZENCDS76, 12"/CDS)
- Zombie (19 Oct 1999, Crippled Dick Hot Wax!, Cat. no: CDHW 063, 12"/CDS)
- The Great Drive By (24 October 2001, Ninja Tune, Cat. no: ZEN12102, 12")
- 16 Megatrons (Theme tune for Top Of The Rock website http://www.topoftherock.com)

## Curiosità
- Ha vissuto per 10 anni in Italia componendo musiche per la televisione.